# Nicholson Island (Archipelag Ritchie)
Nicholson Island – najbardziej wysunięta na zachód wyspa środkowej części Archipelagu Ritchie w Andamanach, zajmuje obszar 1,8 km².

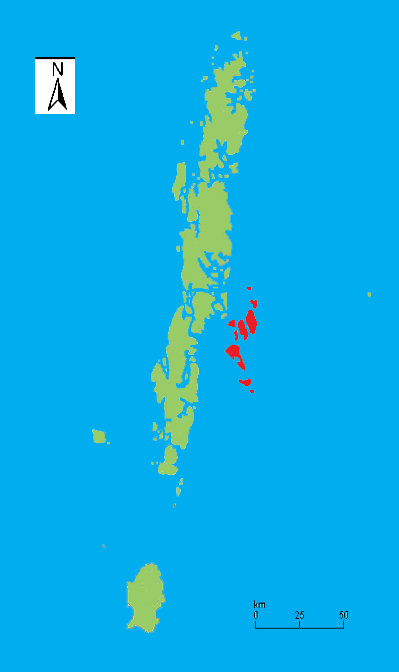
Mapa Andamanów z Archipelagiem Ritchie (w kolorze czerwonym).